# جو براون (محامي)
جو براون (بالإنجليزية: Joe Brown)‏ هو قاضي ومحامي أمريكي، ولد في 5 يوليو 1947 في واشنطن العاصمة في الولايات المتحدة.

## وصلات خارجية
- جو براون على موقع IMDb (الإنجليزية)
- جو براون على موقع إن إن دي بي (الإنجليزية)
- جو براون على موقع قاعدة بيانات الفيلم (الإنجليزية)